# Кубок Mitre 10
Кубок Mitre 10 (англ. Mitre 10 Cup) — ежегодный регбийный турнир, проводящийся среди команд из Новой Зеландии. Соревнование проходит с конца августа по октябрь (или начало ноября). Розыгрыши кубка стартовали в 2006 г., когда его предшественник — Национальный провинциальный чемпионат — был разделён на два независимых чемпионата: за кубок ITM стали бороться 14 профессиональных команд, а за приз любительского Хартленд Чемпионшипа — 12. Кроме того, пять новозеландских профессиональных команд принимают участие в Супер Регби, состязании клубов из Австралии, Аргентины, Новой Зеландии, ЮАР и Японии.
В 2006—2009 г. турнир проводился при поддержке титульного спонсора Air New Zealand и носил название Air New Zealand Cup. С марта 2010 г. и до 2016 года титульным спонсором была компания Independent Timber Merchants Co-operative Ltd., занимающаяся строительством спортивных объектом. В конце 2015 года стало известно, что начиная с сезона 2016 года титульным спонсором становится Mitre 10 — новозеландская компания, занимающаяся продажей мебели и аксессуаров для дома.

## История и формат
В результате реорганизации системы регионального регби в Новой Зеландии структура Национального провинциального чемпионата, включавшего три дивизиона, была заменена двумя отдельными соревнованиями. Новый формат соревнований отличается от образца НПЧ 1976—1984 гг., когда он включал два дивизиона. Во-первых, оба нынешних турнира общенациональны, в то время как второй дивизион НПЧ был разбит на группы Северного и Южного островов. Во-вторых, решением регбийного союза обмен клубами между кубком и чемпионшипом был упразднён. Правила НПЧ всегда предусматривали этот институт. Число команд-участниц обоих турниров было сокращено до 26. Клубы «Марлборо» и «Нельсон-Бэйс» были объединены и стали управляться союзом Тасмана.
Тогда же, в 2006 г., произошло расширение состав участников Супер 12 до четырнадцати. И это, и увеличение числа матчей сборной в Кубке трёх наций оказали значительное влияние на ход проведения внутреннего первенства. Регбисты из пула национальной команды отныне могли сыграть лишь в ограниченном количестве матчей турнира.

### Дебютный сезон
Первый розыгрыш кубка состоялся при заметном интересе со стороны болельщиков. Участниками соревнования стали четыре новые команды из Второго дивизиона НПЧ:
- «Каунтис Манукау»,
- «Манавату»,
- «Тасман» («Марлборо» + «Нельсон-Бэйс»),
- «Хокс-Бей».

Первыми чемпионами стали игроки «Уаикато», переигравшие в финале оппонентов из «Веллингтона» (37-31). Матч, прошедший на «Уаикато Стэдиум», посетили 25 тысяч любителей регби. Лидером розыгрыша по количеству занесённых попыток стал Ричард Кахуи из команды чемпионов (8). Наибольшее количество очков записал в свой актив игрок «Веллингтона» Джимми Гопперт (121).

### 2007—2009 гг.
В сезонах 2007 и 2008 гг. чемпионами стали соответственно «Окленд» и «Кентербери». В обоих финалах их соперником становился «Веллингтон». Эти сезоны примечательны некоторыми изменениями в формате соревнований.
В сезоне 2009 года формат проведения турнира был изменён. Теперь команды играли по однокруговой системе (каждая с каждой по одному разу, всего 13 матчей), четвертьфиналы были упразднены, соответственно в полуфинал выходили команды, занявшие четыре первых строчки в таблице. За победу начислялось 4 очка, 2 за ничью и очко за занос четырёх попыток или за поражение с разницей менее 7 очков. Таким образом, команда-победитель матча может получить не более 5 очков, уступивший же коллектив может рассчитывать на два. В плей-офф первая команда играет с четвёртой, вторая — с третьей (клуб с лучшим показателям проводит матч дома). Финал проводится на домашнем стадионе того участника, который обладает высшей позицией по итогам регулярного чемпионата.

### Кубок ITM
Начиная с сезона 2011 турнир разыгрывался по новой схеме. Команды были разделены на два дивизиона по 7 команд — Премьершип и Чемпионшип. Каждый клуб играл по разу с каждым соперником из своего дивизиона и четыре раза — против команд из другого. При этом организаторами было принято решение руководствоваться рядом принципов во время проведения чемпионата:
- В турнире должны участвовать регбисты из Супер Регби;
- Турнир не должен пересекаться с другими;
- В турнире должна быть система выбывания и повышения в классе;
- Каждая команда должна сыграть 4 или 5 матчей на своём стадионе;
- Турнир должен длиться 10-12 недель и закончиться к концу октября.

## Команды
Каждая из 14 команд управляется местным союзом. Территории, представленные клубами, составляют большую часть регионов Новой Зеландии. Согласно принципам кубка, каждый коллектив представляет собой наилучший возможный набор игроков данного союза. Организации должны подписать контракт не менее, чем с 26 спортсменами не больше, чем за десять дней до начала сезона. Ниже приведён состав команд-участниц кубка, не менявшийся с 2006 г.:
| Премьершип | Чемпионшип |

| Цвета | Команда           | Прозвище     | Стадион                                  | Позиция, 2015 г. | Позиция, 2015 г. |
| Цвета | Команда           | Прозвище     | Стадион                                  | Регулярный ч.    | Плей-офф         |
| ----- | ----------------- | ------------ | ---------------------------------------- | ---------------- | ---------------- |
|       | «Окленд»          | —            | «Иден Парк»                              | 2-я              | Финалист         |
|       | «Бей оф Пленти»   | «стимерс»    | «Бэйпарк Стэдиум», «Роторуа Интернэйшнл» | 4-я              | Полуфиналист     |
|       | «Кентербери»      | —            | «Регби Лиг Парк»                         | 1-я              | Чемпион          |
|       | «Каунтис Манукау» | «стилерс»    | «Гроуэрс Стэдиум»                        | 5-я              | —                |
|       | «Хокс-Бей»        | «мэгпайс»    | «Маклин Парк»                            | 1-я              | Повышение        |
|       | «Манавату»        | «турбос»     | «Арена Манавату»                         | 7-я              | Понижение        |
|       | «Норт Харбор»     | —            | «Норт Харбор Стэдиум»                    | 5-я              | —                |
|       | «Нортленд»        | «таниуас»    | «Окара Парк» и «Керикери Домэйн»         | 7-я              | —                |
|       | «Отаго»           | «рейзорбэкс» | «Кэрисбрук» и «Форсайт Барр Стэдиум»     | 3-я              | Полуфиналист     |
|       | «Саутленд»        | «стэгз»      | «Рагби Парк Стэдиум»                     | 6-я              | —                |
|       | «Таранаки»        | «буллз»      | «Йерроу Стэдиум»                         | 4-я              | Полуфиналист     |
|       | «Тасман»          | «мэйкос»     | «Лэнсдаун Парк» и «Трэфалгар Парк»       | 3-я              | Полуфиналист     |
|       | «Уаикато»         | «мулус»      | «Уаикато Стэдиум»                        | 6-я              | —                |
|       | «Веллингтон»      | «лайонз»     | «Уэстпак Стэдиум»                        | 2-я              | Финалист         |

## Победители
Победителю каждого сезона присуждается приз — Mitre 10 Cup Trophy, ранее именовавшийся ITM Cup Trophy и Air New Zealand Cup Trophy.
| Год  | Финал      | Чемпион    | Счёт  | Финалист   | Судья             | Стадион                  | Зрители |
| ---- | ---------- | ---------- | ----- | ---------- | ----------------- | ------------------------ | ------- |
| 2006 | 21 октября | Уаикато    | 37:31 | Веллингтон | Брайс Лоуренс     | Стадион Уаикато          | 25 000  |
| 2007 | 20 октября | Окленд     | 23:14 | Веллингтон | Крис Поллок       | Иден Парк                | 16 000  |
| 2008 | 25 октября | Кентербери | 7:6   | Веллингтон | Брайс Лоуренс     | Уэстпак Стэдиум          | 21,237  |
| 2009 | 7 ноября   | Кентербери | 28:20 | Веллингтон | Винни Манро       | Стадион AMI              | 12 000  |
| 2010 | 5 ноября   | Кентербери | 33:13 | Уаикато    | Джонатон Уайт     | Стадион AMI              | 10 500  |
| 2011 | 3 сентября | Кентербери | 12:3  | Уаикато    | Гарретт Уильямсон | Стадион Уаикато          | 14 000  |
| 2012 | 27 октября | Кентербери | 31:18 | Окленд     | Глен Джексон      | Стадион AMI в Аддингтоне | 12 000  |
| 2013 | 26 октября | Кентербери | 29:13 | Веллингтон | Крис Поллок       | Уэстпак Стэдиум          | 15 100  |
| 2014 | 25 октября | Таранаки   | 36:32 | Тасман     | Глен Джексон      | Йерроу                   | 21 000  |
| 2015 | 24 октября | Кентербери | 25:23 | Окленд     | Глен Джексон      | Стадион AMI в Аддингтоне | —       |
| 2016 | 29 октября | Кентербери | 43:27 | Тасман     | Глен Джексон      | Стадион AMI в Аддингтоне | —       |
| 2017 | 28 октября | Кентербери | 35:13 | Тасман     | Майк Фрейзер      | Стадион AMI в Аддингтоне | 9 500   |
| 2018 | 27 октября | Окленд     | 40:33 | Кентербери | Глен Джексон      | Иден Парк                | 20 130  |